# Arash Noamooz
Arash Noamooz (Teheran, 6 giugno 1967) è un ex calciatore ed ex giocatore di calcio a 5 iraniano.

## Carriera
Come massimo riconoscimento in carriera vanta la partecipazione, con la Nazionale di calcio a 5 dell'Iran, al FIFA Futsal World Championship 1992 ad Hong Kong dove la nazionale asiatica ha ottenuto il quarto posto finale, sconfitta nella finalina per mano della Spagna.